# Леонес Негрос
«Клуб Депорти́во Лео́нес Не́грос де ла Универсида́д де Гвадалаха́ра» (исп. Club Deportivo Leones Negros de la Universidad de Guadalajara), также «Универсида́д де Гвадалаха́ра», иначе известный по своему прозвищу «Лео́нес Не́грос» («Чёрные Львы») — мексиканский профессиональный футбольный клуб из Гвадалахары. Выступает в Ассенсо МХ, втором по силе дивизионе страны. Клуб представляет публичный университет, один из старейших университетов Северной Америки — Университет Гвадалахары.

## Прежние названия команды
- 1970—1997 — «Универсидад де Гвадалахара»
- 1997—2002 — «Бачильерес де ла Универсидад де Гвадалахара»
- 2002—2009 — «Качоррос де ла Универсидад де Гвадалахара»
- 2009—н. в. — «Леонес Негрос де ла Универсидад де Гвадалахара»

## История
Футбольный клуб «Универсидад де Гвадалахара» был основан 19 августа 1970 года. Первый свой путь команда начала в 1970 году в Терсере, в котором они сыграли два сезона, после чего получили право на повышение в Сегунду.
В сезоне 1973/1974 клуб впервые в своей истории вышел в лигу Примера, где заменил клуб Торреон.
На протяжении первых сезонов в высшем дивизионе, они имели несколько квалифицированных бразильских футболистов, некоторые из них — темнокожие. Среди латиноамериканцев в то время модно было носить причёски в стиле «Афро». Эти причёски напоминали гривы львов, поэтому как раз за «У. де Г.» и закрепилось прозвище  «Leones Negros»  (рус.  Чёрные львы )
На протяжении семнадцати сезонов к ряду команда с переменным успехом, но достаточно стабильно выступала в Высшей лиге чемпионата Мексики по футболу. За это время клуб трижды становился финалистом Примеры, выиграл Кубок чемпионов КОНКАКАФ и стал обладателем Кубка Мексики.

### Кризис в «У. де Г.»
После 21 года своего существования команда находилась в упадке из-за, якобы, «сомнительных финансовых сделок». Очень слабые были у клуба игроки, небольшой отряд болельщиков, да и они в скором времени переметнулись на сторону более популярных местных команд, таких как клуб «Гвадалахара», более известный как «Чивас», и, в менее популярный клуб «Атлас». С сезона 1991/1992 по сезон 1993/1994 «У. де Г.» не подымалась выше последнего места, и, в конце концов, это привело к тому, что «Клуб Универсидад де Гвадалахара» был снят с соревнований Федерацией футбола Мексики с целью сократить количество команд в лиге. Последний свой матч «Львы» сыграли 27 мая 1994 года в дерби против клуба «Атлас». В том матче они потерпели поражение с минимальным счётом 2:1.

### Новая эра
После вылета из Высшего дивизиона, Федерация Футбола Мексики вернула клуб в третий дивизион, где в сезоне 1996/1997 он праздновал чемпионство, тем самым получив продвижение в лигу «Примера Дивизион A» (второй уровень), в котором «Чёрные львы» поиграли до того момента, пока снова не вылетели в низшую лигу.
Команда играла в Сегунде (третий уровень), регионе Норте, и несколько сезонов был в одном шаге от продвижения во вторую по силе лигу станы. Клуб уступал в финальных матчах клубу «Академикос», а затем и «Ла-Пьедад».

### Возвращение в Примеру
Бизнесмен Хорхе Вергара попытался вернуть ФК «Универсидад де Гвадалахара» во Вторую лигу Мексики. Это было достигнуто путём покупки франшизы «Дивизиона A» команды «Тапатио» за 800 000 долларов клубом «Леонес Негрос».
21 мая 2009 года было подтверждено, что клуб «Универсидад де Гвадалахара» вошёл в «Примера A» вместо «Тапатио», которая в свою очередь прекратила своё существование.

### Понижение в Ассенсо МХ
В конце сезона 2014/15 клуб был понижен в Ассенсо МХ.

## Стадион

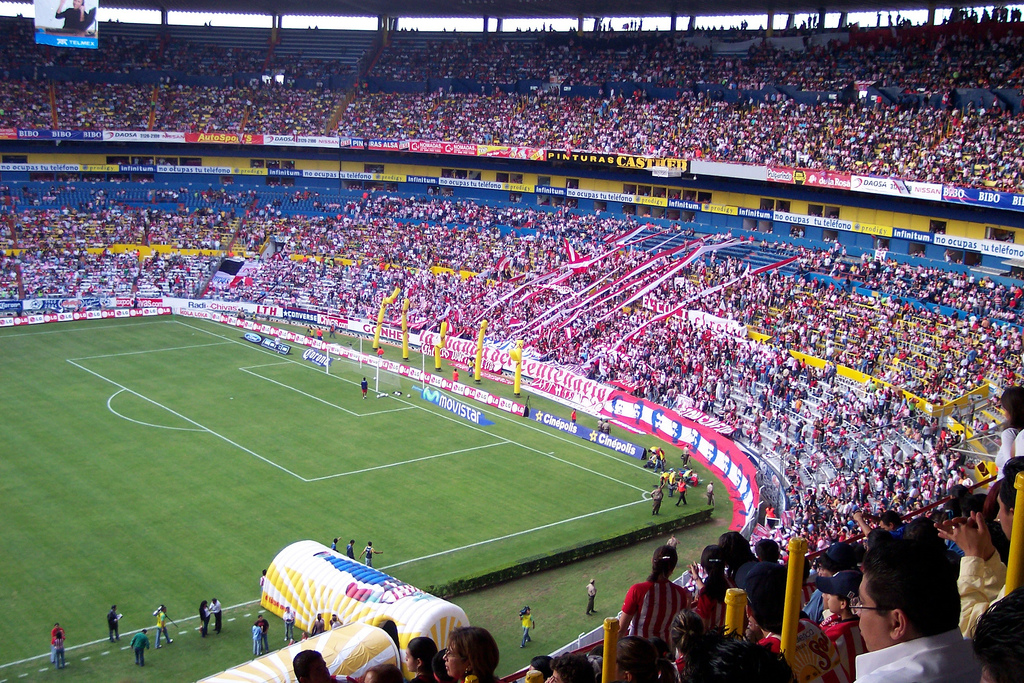
Стадион «Халиско».

Домашним стадионом команды является третий по вместимости футбольный стадион Мексики — Халиско. На данный момент его вместимость составляет 63 163 человека. Однако, клубу время от времени приходилось принимать гостей на своём бывшем домашнем стадионе — «Мунисипаль Санта Роса», который способен вместить до 4000 зрителей. Это связано с тем, что стадион «Халиско» считается ещё домашней ареной клуба из Примеры, ещё одного клуба из Гвадалахары — «Атлас». Если домашние встречи этих команд приходились на один день, то своё право сыграть матч предоставлялся команде из Высшего дивизиона.

## Текущий состав
| 1  | Флаг Мексики | Вр  | Салим Эрнандес     | 1998 |  |  |  |  |
| 30 | Флаг Мексики | Вр  | Фелипе Лопес       | 1995 |  |  |  |  |
|    |              |     |                    |      |  |  |  |  |
| 2  | Флаг Мексики | Защ | Брайан Флорес      | 2001 |  |  |  |  |
| 3  | Флаг Мексики | Защ | Хуан де Альба      | 1994 |  |  |  |  |
| 6  | Флаг Мексики | Защ | Франсиско Рабаго   | 2000 |  |  |  |  |
| 16 | Флаг Мексики | Защ | Хайро Гонсалес     | 1992 |  |  |  |  |
| 27 | Флаг Мексики | Защ | Альдо Мота         | 2000 |  |  |  |  |
| 28 | Флаг Мексики | Защ | Дионисио Эскаланте | 1990 |  |  |  |  |
| 33 | Флаг Мексики | Защ | Эдсон Харамильо    | 2001 |  |  |  |  |

| 5  | Флаг Мексики  | ПЗ  | Хосе Эрнандес     | 1994 |  |  |  |  |
| 7  | Флаг Мексики  | ПЗ  | Мартин Гальван    | 1993 |  |  |  |  |
| 8  | Флаг Мексики  | ПЗ  | Даниэль Гарсия    | 1999 |  |  |  |  |
| 11 | Флаг Мексики  | ПЗ  | Мигель Вальехо    | 1990 |  |  |  |  |
| 14 | Флаг Мексики  | ПЗ  | Адриан Виллалобос | 1997 |  |  |  |  |
| 19 | Флаг Колумбии | ПЗ  | Вилбер Рентериа   | 1992 |  |  |  |  |
| 34 | Флаг Мексики  | ПЗ  | Хесус Энестроса   | 1994 |  |  |  |  |
|    |               |     |                   |      |  |  |  |  |
| 13 | Флаг Мексики  | Нап | Адриан Марин      | 1994 |  |  |  |  |
| 22 | Флаг США      | Нап | Алонсо Эрнандес   | 1994 |  |  |  |  |

## Символика

### Символ и Талисман
Талисман «УдеГ» — львёнок. До 2009 года, когда официальной эмблемой команды был герб Университета Гвадалахары, клубным символом служил нынешний логотип клуба. Затем, после перехода команды во второй мексиканский дивизион герб университета продолжает украшать форму команды, но в качестве символа.

### Гимн
UdG!  UdG! UdG!
Vamos leones al ataque

Al ritmo del más vencedor

Al sol brillar,

por nuestra universidad
Vamos leones adelante,

No importa quien sea el rival,

Por nuestro ideal,

Hay que luchar sin descansar.
UdG! UdG! UdG!

Hasta el triunfo UdG! UdG!

Es gloriosa mi universidad,

Estoy contigo y quiero gritar!
UdG! UdG! UdG!

El león ruge UdG! UdG!

Piensa y trabaja en nuestro ideal,

Guadalajara tu tierra natal
UdG! UdG! UdG!

Hasta el triunfo UdG! UdG!

Es gloriosa mi universidad

¡Estoy contigo y quiero gritar!
UdG! UdG! UdG!

El león ruge UdG! UdG!

Piensa y trabaja en nuestro ideal

Guadalajara tu tierra natal

UdG!  UdG! UdG!

## Цвета

### Форма

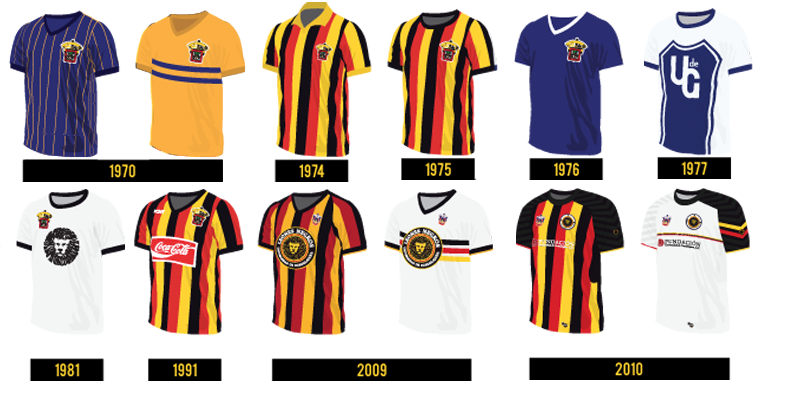
Эволюция формы с 1970 года по н.в.

В основном, цветами формы всегда являлись красный, чёрный и жёлтый. В начале 70-х годов домашняя форма была синяя с вертикальными линиями жёлтого цвета, трусы и гетры тоже были синего цвета. Выездная форма была жёлтого цвета с парой горизонтальных синих полос на груди. До 2009 года эмблемой на форме был логотип Университета Гвадалахары, который представлял клуб. А нынешняя эмблема как неофициальная, располагалась по центру футболки.

#### Текущая форма
- Домашняя форма: Футболка с тремя основными цветами клуба: чёрным, жёлтым и красным. Расположены цвета справа налево: жёлтый, красный, чёрный, жёлтый и красный. По середине вертикальная чёрная полоса пересекается с чёрной полосой по вертикали, на которой расположена информация о спонсоре команды. На левой стороне груди расположена эмблема Леонес Негрос, справа — герб университета. Чёрные трусы с двумя поперечными линиями на левой стороне жёлтого и красного цвета.
- Выездная форма: Футболка белого-чёрного цвета. Герб университета, эмблема клуба и информация о спонсоре расположены в том же месте, что и на домашней футболке, но изображены чёрным цветом на белом фоне. Чёрные трусы с двумя поперечными линиями на левой стороне белого цвета.
- Третья форма: Футболка жёлтого цвета в стиле «ретро» с обликом льва — основным элементом официальной эмблемы. На левой стороне груди, на месте, где должна находиться клубная эмблема, располагается герб университета. Чёрные трусы с двумя поперечными линиями на левой стороне жёлтого и красного цвета.

 Эволюция комплектов домашней футбольной экипировки 
| 1970 | 1976 | 1977 | 1982 | 1987 | 1994 |

 Эволюция комплектов выездной футбольной экипировки 
| 1982 | 1984 | 1986 | 1985 | 1987 | 1989 |

## Достижения

### Национальные
- Примера
  - Финалист (3): 1975/1976, 1976/1977, 1989/1990
- Сегунда
  - Чемпион (1): 1996/1997
  - Финалист (1): Апертура 2005
- Кубок Мексики
  - Чемпион (1): 1990/1991

### Международные
- Кубок чемпионов КОНКАКАФ
  - Чемпион (1): 1978